# Arisaema heterophyllum
Arisème grue-dansante
Espèce
Statut de conservation UICN

 LC  : Préoccupation mineure
Arisaema heterophyllum est une espèce de plante de la famille des Araceae. Cette plante herbacée vivace et rhizomateuse est originaire d’Asie orientale. Durant la période de floraison, la disposition des folioles et de l’inflorescence dressée peut évoquer la danse de la grue. Au Japon, son non vernaculaire est « grue dansante ».
L’appareil végétatif au-dessus du sol disparait à la mauvaise saison, seuls un ou plusieurs tubercules demeurent qui donneront une nouvelle tige feuillée.
L’aire de répartition naturelle couvre la Chine, la Corée et le Japon.
En Chine, les tubercules sont traditionnellement utilisés comme substance médicinale sous le nom de tiannanxing 天南星. Ils servent à dissiper le mucus, à traiter les convulsions et comme anti-inflammatoire. Usages similaires au Japon et en Corée.

## Nomenclature et étymologie
L’espèce a été décrite et nommée Arisaema heterophyllum  par le botaniste germano-hollandais Blume en 1835 dans Rumphia 1: 110. 1835. Il indique que les spécimens de cette plante sur lesquels il a travaillé, viennent du Japon. L'espèce est voisine d’Arisaema japonica qui en diffère par le segment médian.
Le nom de genre Arisaema  est un nom composé de deux étymons grecs aris, variante ἄρον /aron/ « arum » (plante) et de αἷμα /haima/ « sang », en raison des marques souvent de couleur rouge que l’on trouve sur les spathes de nombreuses espèces de ce genre.
L’épithète spécifique heterophyllum est un mot composé à partir du grec ἕτερο /hetero/ « autre » et φύλλον /phyllon/  « feuille » en raison des formes variées des feuilles.

## Synonymes
Selon POWO, le nom valide Arisaema heterophyllum possède 16 synonymes

### Synonymes homotypiques
- Arisaema hétérophyllum var. typique Makino
- Arisaema thunbergii var. hétérophyllum (Blume) Engl.
- Heteroarisaema heterophyllum (Blume) Nakai

### Synonymes hétérotypiques
- Arisaema ambiguum Engl. in Pflanzenr.,IV, 23F: 187 (1920)
- Arisaema brachyspathum Hayata in Icon. Pl. Formosan. 5: 241 (1915)
- Arisaema heterophyllum var. nigropunctatum Makino in Bot. Mag. (Tokyo) 25: 228 (1910)
- Arisaema koreanum Engl. in Pflanzenr., IV, 23F: 186 (1920)
- Arisaema koreanum var. tacquetii Engl. in Pflanzenr., IV, 23F: 187 (1920)
- Arisaema kwangtungense Merr. in Philipp.J. Sci. 15: 228 (1919)
- Arisaema limprichtii K.Krause in Repert. Spec. Nov. Regni Veg. Beih. 12: 314 (1922)
- Arisaema manshuricum Nakai in Iconogr.Pl. Asiae Orient. 3: 199 (1939)
- Arisaema multisectum Engl. in Pflanzenr.,IV, 23F: 186 (1920)
- Arisaema stenospathum Hand.-Mazz. in Anz.Akad. Wiss. Wien, Math.-Naturwiss. Kl. 61: 122 (1924 publ. 1925)
- Arisaema takeoi Hayata in Icon. Pl. Formosan. 5: 246 (1915)
- Heteroarisaema koreanum (Engl.) Nakai in J. Jap. Bot. 25: 6 (1950)
- Heteroarisaema manshuricum (Nakai) Nakai in J. Jap. Bot. 25: 6 (1950)

## Description
Arisaema heterophyllum est une plante monoïque et mâle, de 60 à 120 cm de haut. C’est une géophyte ayant une racine tubéreuse de forme globuleuse déprimée, de 2 à 6 cm de diamètre. Le tubercule est ce qu'on appelle en français un « corme » ; il se régénère chaque année et produit de petits tubercules qui s'affranchissent à la fin de la saison de croissance.
Feuilles: la pseudo-tige porte en général une feuille solitaire, mesurant de 30 à 60 cm de long, avec un pétiole glauque et engainant au ¾ la pseudo-tige. Le limbe de type pédatiséqué est découpé en 11-19 (-21) folioles à pétiole court ou absent, et 4 ou 5 cataphylles. La foliole centrale mesure de 3 à 15 cm de long sur 0,7 sur 5,8 cm de large, souvent plus courte que les folioles latérales. La première foliole est la plus longue. Les folioles ont différentes formes, telles que oblancéolées, oblongues, linéaires-oblongues, à base cunéiforme et à apex cunéiforme.
L’inflorescence d’Arisaema heterophylla est formée d’un spadice portant de nombreuses fleurs minuscules, enveloppées d’une spathe foliacée. Le pédoncule de l’inflorescence mesure de 50 à 80 cm de long. La spathe est une bractée de 3,2-8 cm de long, prolongeant un tube ;  l’extérieur glauque, l’intérieur vert blanchâtre, avec la gorge légèrement incurvée. Le spadice forme un long épi de 30 cm de long qui se dresse vers le ciel hors de la spathe ; il est en forme de colonne sur laquelle sont fixées des fleurs minuscules et spécialisées, des fleurs femelles réduites à l'ovaire à la base, puis des fleurs mâles réduites aux étamines au-dessus, puis un appendice fin, de couleur verte, portant des fleurs stériles et un flagelle. Il se peut qu’il n’y ait que des fleurs mâles. D’après l’Encyclopédie des plantes d'Okayama, le sexe de la plante passe d'asexué à mâle puis femelle en fonction de l'état nutritionnel. Lors de l’anthèse, les folioles de la feuille se disposent en cercle, pouvant faire penser aux ailes d’une grue qui danse et la spathe simule le long cou tendu, et dans le prolongement, le spadice dressé au bec d’une « grue dansante ». Au Japon, le nom vernaculaire de l’espèce est « grue dansante ».
Les fruits sont des baies rouge jaunâtre ou rouges, cylindriques, d’environ 5 mm.
La période de floraison s’étend d’avril à mai et la période de fructification de juillet à septembre.

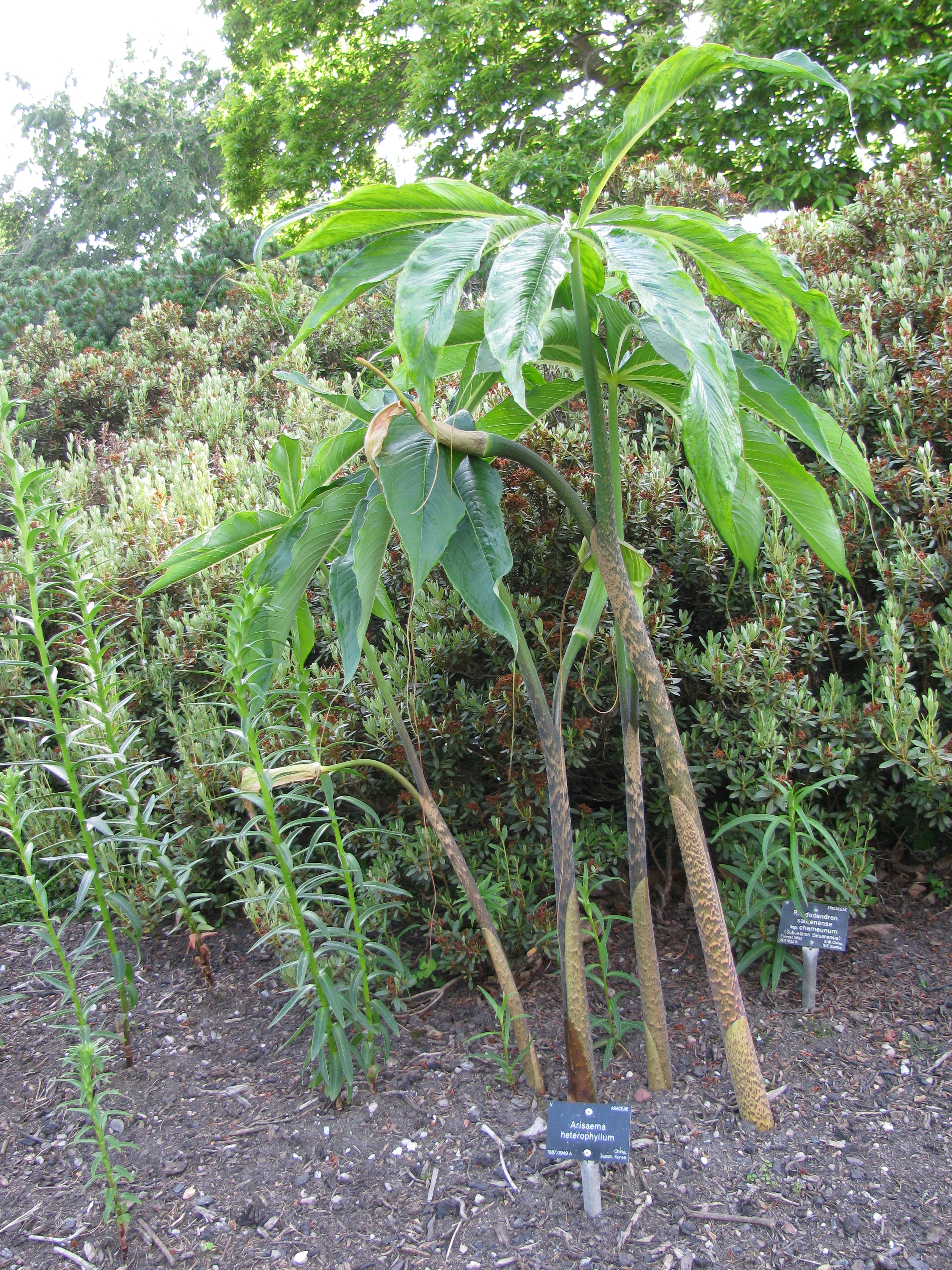
Pieds d’arisème
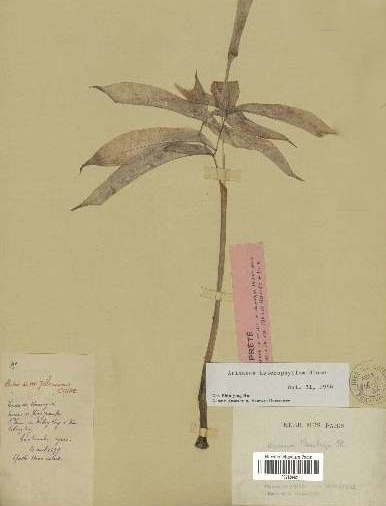
Disposition des feuilles et de l’inflorescence.
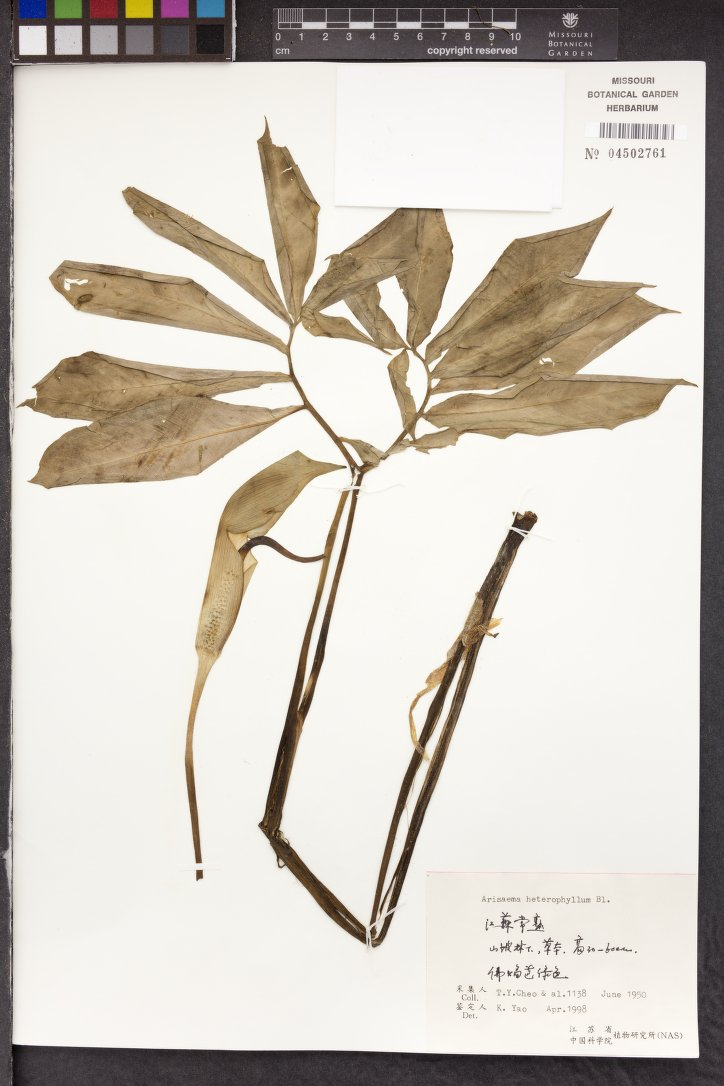
Feuilles

## Répartition et habitat
Selon POWO, l'aire de répartition naturelle de cette espèce s'étend dans la zone tempérée de l’Asie orientale. C'est un géophyte tubéreux qui pousse principalement dans le biome tempéré.
L’espèce est originaire de Chine (Chine Centre-Nord, Chine Centre-Sud, Chine Sud-Est et du Nord-Est, Hainan, Mongolie intérieure, Qinghai, Xinjiang), de Taïwan, du Japon, de la Corée.

## Statut et protection
Le statut IUCN d'Arisaema heterophyllum  est une espèce non menacée à « préoccupation mineure ».
En revanche, au Japon, l’espèce est en danger selon le livre rouge de la préfecture d'Okayama (2009).

## Utilisation
La racine tubéreuse de forme globuleuse déprimée ou « corme » est utilisée vraisemblablement depuis deux millénaires en Chine comme substance médicinale. C’est une hypothèse que l’on peut tirer de la description de l’expert Su Gong (autre nom Su Jing 蘇敬 du VIIe siècle) qui fut appelé par la cour impériale Tang pour compiler la Xinxiu bencao
« la racine a sur les quatre côtés des dents rondes, la faisant ressembler à une « patte de tigre » d’où son nom huzhang 虎掌 « patte de tigre ». Tian nan xing 天南星 « étoile du sud du ciel » est la substance nommée huzhang dans la [Shennong] Bencao. Les petites [substances] étaient nommées youba 由跋. Les anciennes recettes (médicinales) utilisent huzhang et ne parlent pas de tiannanxing. [Cette dernière] Nanxing est apparue plus récemment, quand les gens de l’époque Tang 唐 l’utilisaient pour une attaque du vent avec du phlegme et du poison 中風痰毒方中. À partir de ce moment, ils l’ont collecté pour son usage [thérapeutique] et son deuxième nom a été établi. » (d’après la traduction de Paul Unschuld de Bencao gangmu IV, chapitre 17-23)
L’identification des espèces de plante utilisées dans les anciennes pharmacopées chinoises est toujours difficile et fait l’objet de nombreux débats qui ne sont pas toujours clos. Li Shizhen dans sa Bencao gangmu (1593) considère aussi que les deux noms huzhang 虎掌 et tiannanxing 天南星 désignent la même espèce que le traducteur Paul Unschuld identifie comme l’espèce Arisaema thunbergii, une espèce endémique du Japon et de la Corée (absente en Chine) selon POWO, alors que les auteurs du Wikipedia chinois renvoient Tiannanxing à Arisaema heterophyllum dont l’aire de distribution plus large couvre la Chine, le Japon et la Corée.
Li Shizhen cite aussi  le savant polymathe Su Song 稣颂 (1020-1101) de la période de la dynastie Song, pour savoir comment réduire la toxicité du tubercule :
« Les racines de huzhang sont collectées le neuvième mois. Enlevez la peau et le centre, placez-les dans un récipient, plongez-les dans de l’eau chaude pendant 5 à 7 jours. Changez [l’eau] 3 à 4 fois par jour. Puis lavez-les pour les débarrasser de la salive, séchez-les au soleil, et utilisez-les. Ou bien faites-les rôtir sur le feu, jusqu’à ce qu’elles se fendent. »
Les cormes d'Arisaema heterophyllum sont toxiques lorsqu’ils sont crus. Cette toxicité est principalement due à la présence de cristaux d'oxalate de calcium, qui peuvent causer une irritation intense de la peau, de la bouche, de la gorge et du système digestif. Les traitements par trempage et cuisson donnés par Su Song permettent de décomposer les cristaux d'oxalate de calcium et d’éliminer les autres composés irritants.
Li Shizhen cite alors la nature du qi et de la saveur de la substance médicinale selon Shennong bencao: « amer, chaud, très toxique » mais rajoute l’avis différent d’autres sources Bie lu 别録  « légèrement froid » etc. Il cite ensuite le médecin Li Gao 李杲 (1180-1251) qui tente d’expliquer le choix de son remède par des principes naturalistes qui gouvernent l’organisation du corps humain:
« Amer, âcre, toxique. Un yang dans un yin [substance]. Il peut monter et descendre. C'est un médicament pharmaceutique de base pour les conduits pulmonaires. »
Si on saute à l’époque contemporaine, la Zhong yao xue 中药学 (2008) indique que la Tiannanxing Rhizoma Ariseamatis est « collectée en automne et hiver, séchée au soleil, crue appelée Shengnanxing, ou trempée en solution d’alun, puis mise en décoction avec du gingembre, coupée en fines tranches avec du gingembre, séchée au soleil et appelée Zhinanxing.
Indications
*Toux et crachats abondants
*Convulsions, épilepsie, paralysie, névralgie, tétanos
*Abcès et tumeur »
On remarque que selon cette pharmacopée moderne, la drogue Tiannanxing renvoie à trois espèces : Arisaema consanguineum, A. amurense et A. heterophyllum.
Cette drogue est employée dans de nombreuses combinaisons :
- Syndrome d’humidité-glaire au poumon : combinée avec Jupi, Banxia, Fuling, Zhishi comme dans Dao tan tang
- Toux de type vent-chaleur, avec crachat jaune épais : tiannanxing plus Huangqin, Gualou etc.